# Вертинский, Иродион Яковлевич
Иродион Яковлевич Вертинский (1787—1849) — переводчик, издатель, поэт; статский советник.

## Биография
Дед В. Е. Чешихина-Ветринского и В. Е. Чешихина. Родился в семье сельского священника. Учился в Ярославской духовной семинарии (с 1797), затем в Петербургской духовной академии (1809―1814). После окончания академии был оставлен при ней бакалавром философии. В академии слушал лекции известного немецкого масона И. А. Фесслера, в кружок которого (около 1809―1812) вступил ещё студентом вместе со своим однокурсником Г. П. Павским (в кружке встречался также с А. И. Тургеневым, П. Д. Лодием, С. С. Уваровым, М. М. Сперанским). Преподавал философию в Петербургской духовной академии (1814―1826; с 1818 ― ординарный профессор), а с 1819 года и в Петербургской духовной семинарии. Курс лекций, в которые Вертинский вводил элементы новой немецкой философии, лёг в основу его трактата на латыни «lnstitutiones methaphysicae» («Основы метафизики»), изданному в 1821 году. Вертинский пользовался также рукописным курсом риторики М. М. Сперанского, который позднее издал с приложением биографического очерка о нём (1844). В 1826 году Вертинский был вынужден уйти из академии; вскоре определился цензором в Главный цензурный комитет (1826―1828). Вертинский, имея 13 детей, в разное время  испытывал материальные затруднения. Директор Могилёвской дирекции училищ (1834―1837), с 1837 года ― директор Таганрогской гимназии. В 1841 году вышел в отставку в чине статского советника и вновь переехал в Петербург.
За годы преподавания в духовной академии Вертинский выступил как nереводчик «Вергилиевой Энеиды» и «Надгробных слов Флешьера, епископа Нимского» (1824). Отдельными изданиями выходят оды Вертинского На кончину Александра I (1825), Елизаветы Алексеевны (1826), Марии Фёдоровны (1828). В 1829―1845 гг. Вертинский публикует «Памятники древней христианской церкви» (т. 1―5), охватывающие преимущественно I―IV вв. н. э., обширный компендиум описания обрядов и событий церковной истории, с воссозданием общей атмосферы первых веков христианства. В 1832 году Вертинский издавал в Петербурге литературно-эстетический журнал «Северная Минерва». Из собственных сочинений Вертинский опубликовал в журнале статью «О nрекрасном», основные изложения которой созвучны эстетике Канта, стилистический «Разбор оды „Бог“» (сочинение Г. Р. Державина), ряд оригинальных стихотворений и переводов из Горация. Книга «Русские письма о счастливой жизни пo её возрастам» (1848), в которой Вертинский изложил свои взгляды на воспитание, частную и семейную жизнь ― с привлечением многочисленных примеров из античной и новой истории. В «Русских письмах» воплотился горацианский идеал Вертинского («довольствоваться малым») и карамзинистские представления о «жизни сердцем». Рецензент некрасовского «Современника» (1848).